# Ironclad

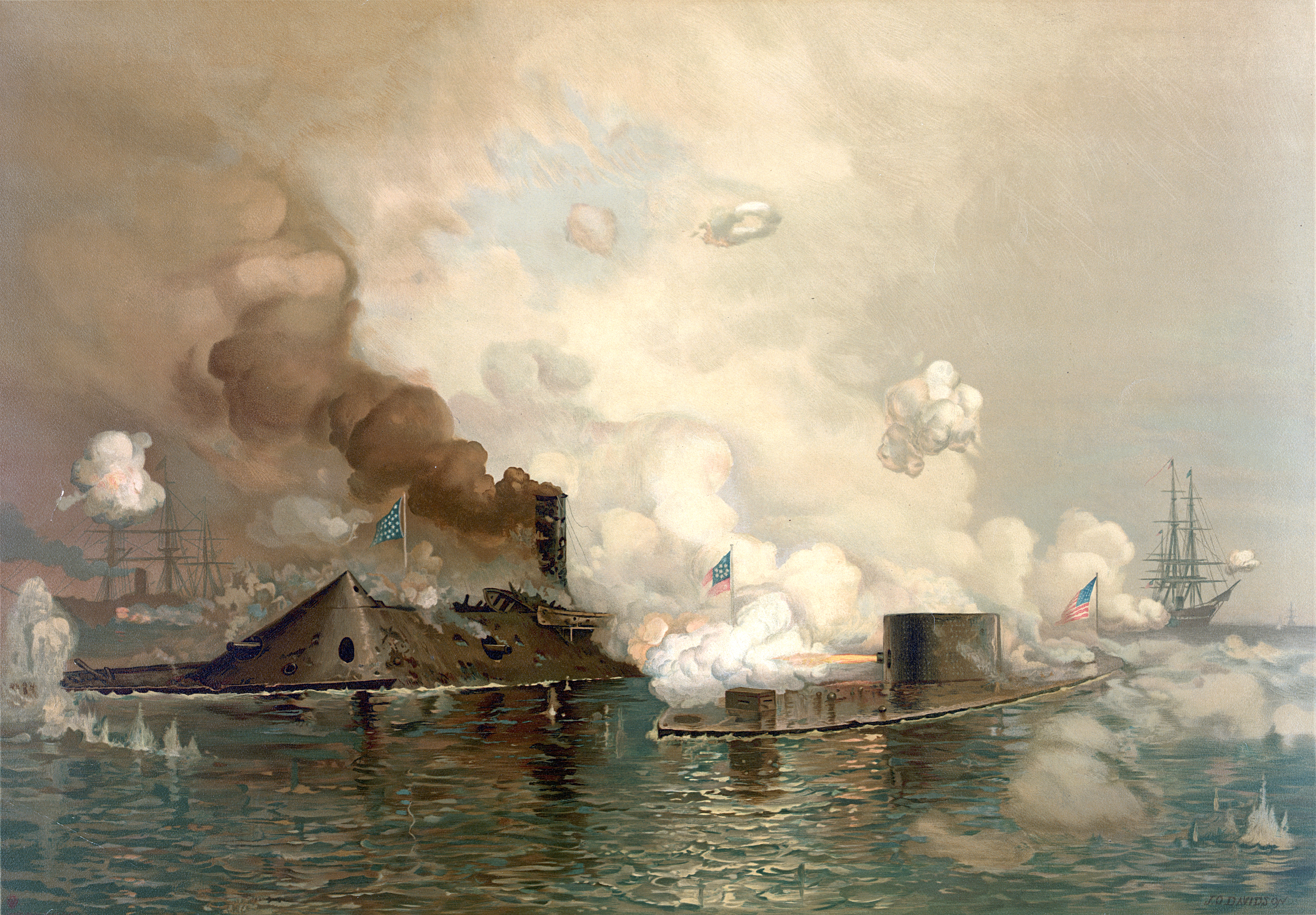
A primeira batalha entre navios ironclads: CSS Virginia (à esquerda) vs. USS Monitor, na Batalha de Hampton Roads de março de 1862

Um ironclad (termo que significa "revestido a ferro" Em castelhano: buque blindado) é um navio de guerra movido a vapor e protegido por placas de ferro ou aço, construído entre 1859 e o início da década de 1890. O ironclad foi desenvolvido devido à vulnerabilidade dos navios de guerra de madeira a projéteis explosivos ou incendiários. O primeiro navio de guerra blindado, o Gloire, foi lançado pela Marinha Francesa em novembro de 1859, antecipando por pouco a Marinha Real Britânica.
Eles foram usados pela primeira vez em combate em 1862 durante a Guerra Civil Americana, quando ironclads enfrentaram navios de madeira e entre si na histórica Batalha de Hampton Roads, na Virgínia. Seu desempenho demonstrou que o ironclad havia substituído o navio de linha desprotegido como a embarcação de guerra mais poderosa. As canhoneiras blindadas tornaram-se muito bem-sucedidas na Guerra Civil Americana.
Os ironclads foram projetados para várias finalidades, incluindo navios de batalha de alto-mar, cruzadores de longo alcance e navios de defesa costeira. O rápido desenvolvimento do design de navios de guerra no final do século XIX transformou o ironclad de uma embarcação com casco de madeira que carregava velas para complementar seus motores a vapor em encouraçados e cruzadores com torres de aço, familiares no século XX. Essa mudança foi impulsionada pelo desenvolvimento de canhões navais mais pesados, motores a vapor mais sofisticados e avanços na metalurgia que tornaram possível a construção de navios de aço.[carece de fontes?]
O ritmo acelerado das mudanças significava que muitos navios ficavam obsoletos quase assim que eram concluídos, e as táticas navais estavam em constante evolução. Muitos ironclads foram construídos para utilizar o esporão, o torpedo ou, às vezes, ambos (como no caso de navios menores e barcos torpedeiros posteriormente), que alguns projetistas navais consideravam as armas importantes para o combate naval. Não há um fim claro para o período dos ironclads, mas, em direção ao final da década de 1890, o termo "ironclad" deixou de ser utilizado. Novos navios foram cada vez mais construídos segundo um padrão específico e designados como couraçados ou cruzadores cruzadores protegidos.